# ミッドナイト・プラスワン
「ミッドナイト・プラスワン」は1988年12月7日発売の甲斐よしひろ6thシングル。

## 概要
オリジナル・アルバム『カオス』の先行シングルで、TOSHIBA「カーバー46」TV・CFソングに使用された。
ジャケット裏面に『Dedicated to D. W. Griffith(D・W・グリフィスに捧ぐ)』とあるように、当時、日本武道館等で大々的に上映された映画『イントレランス』へのオマージュソングとして制作された。

## 収録曲
- 全作詞・作曲：甲斐よしひろ

1. ミッドナイト・プラスワン
2. レッド・スター